# Bollycao
Bollycao és un producte de brioixeria industrial orientat al mercat infantil i adolescent de la marca Bimbo (antigament Panrico).[1] La seva forma original era la d'un brioix allargat farcit de xocolata però amb el pas dels anys se n'han anat traient al mercat diferents versions. Aquestes inclouen els Bollycao Mini i els Bollycao amb xocolata de diferents gustos o reforços nutricionals (llet, ferro). Es va treure al mercat el 1975[2] i com altres productes de brioixeria industrial ha utilitzat col·leccions de cromos per atreure els nens.